# Заглемб'є Домбровське

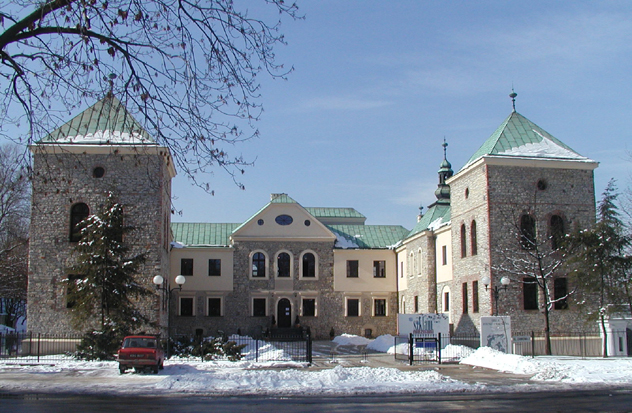
Сосновець, Замок Силецький

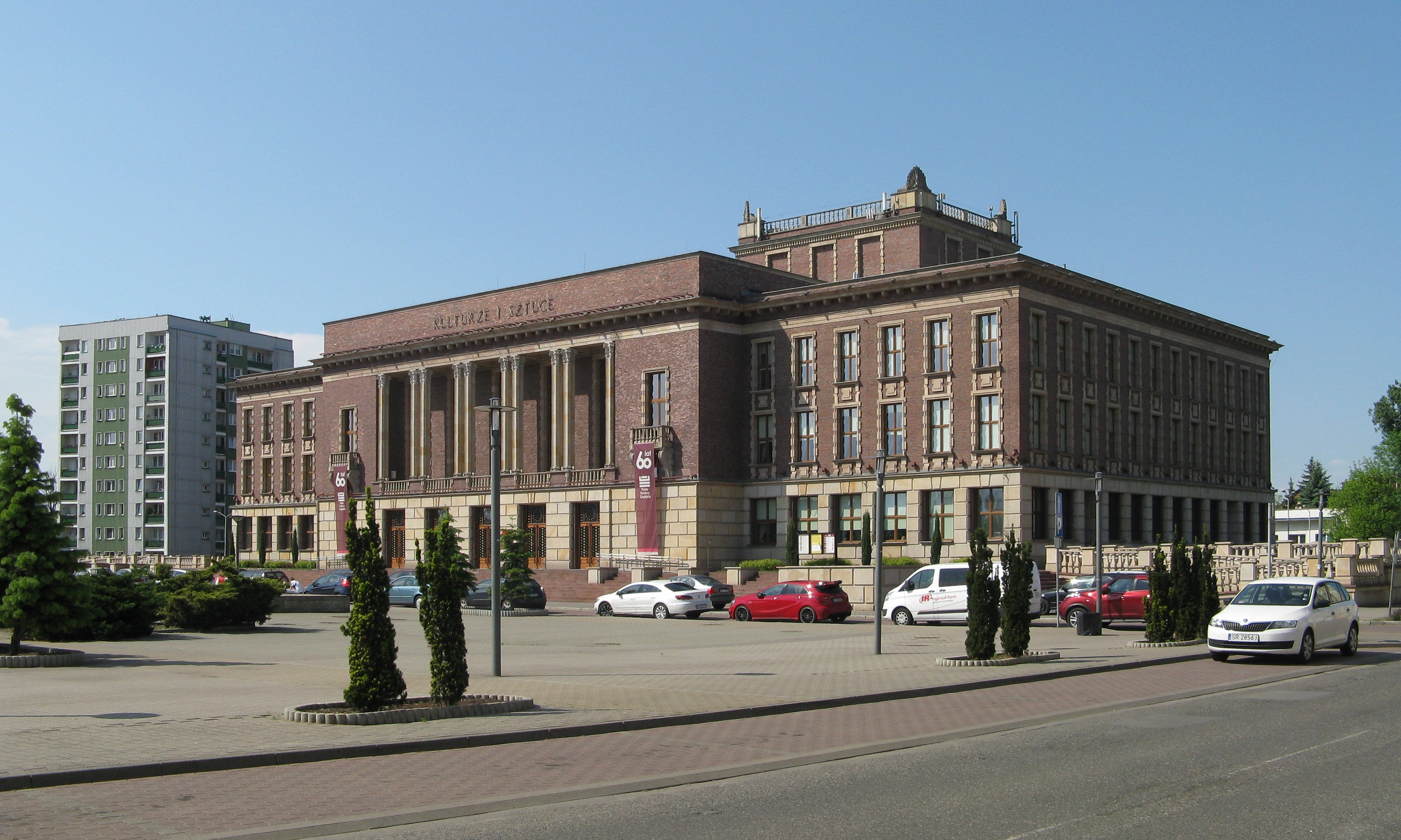
Домброва-Гурнича, Палац культури Заглемб'є

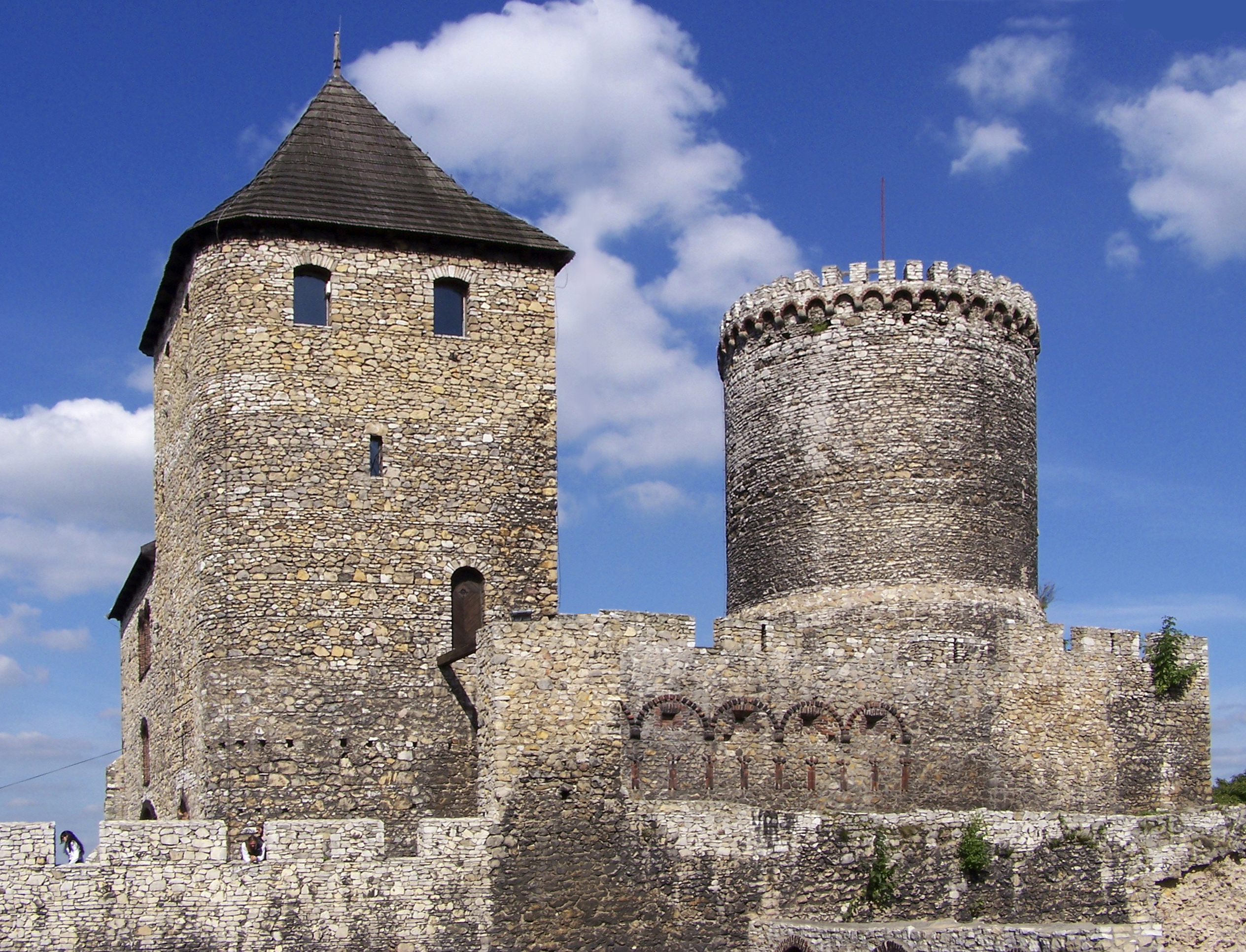
Замок в Бендзині

Заглемб'є Домбровське (літературно: Домбровський вугільний басейн; пол. Zagłębie Dąbrowskie МФА: [za'gwɛ̃bʲɛ dɔ̃'brɔvskʲɛ] ( прослухати)) — історико-географічний регіон у Польщі.
Заглемб'є є надзвичайно промислово розвинутим і щільно заселеним краєм. Має три культурні і промислові центри: Домброва-Гурнича, Сосновець і Бендзин.
До 19-го століття Заглемб'є розділило долю Малопольщі, за винятком періоду між 12-м і 15-м сторіччям, коли було частиною Севезького князівства, будучи польським феодальним маєтком і власністю краківських єпископів. Після третього поділу Польщі, в 1795 було анексовано до прусської провінції Нова Сілезія. 1807 року, під час Наполеонівських війн і Польсько-австрійської війни, було звільнено і стало частиною Варшавського герцогства.
Після Віденського конгресу, поряд із великою частиною Герцогства, Заглемб'є стало частиною російського протекторату — Королівства Польського. Одночасно, як у Сілезії, так і в Заглемб'ї виявили великі поклади вугілля і з відкриттям залізниці Варшава — Відень в 1848 році регіон став найбільш промислово розвинутою частиною Польського Королівства.
Після відновлення Польщею незалежності в 1918 році стало частиною Келецького воєводства. Після Другої світової війни більшість Заглемб'я входить до складу Сілезького воєводства.
У Заґлемб'ї Домбровському є діалект польської мови, відомий як заґлембський діалект і належить до малопольського діалекту. Вона має численні російські впливи (оскільки вона належала до Російської імперії під час поділів Польщі), але також можна помітити вплив німецької мови та їдиш.